# Bischofswerda
Bischofswerda (górnołuż. Biskopicy) – miasto w Niemczech, w kraju związkowym Saksonia, w okręgu administracyjnym Drezno, w powiecie Budziszyn na Górnych Łużycach nad rzeką Wesenitz, położone ok. 33 km na wschód od Drezna i ok. 18 km na zachód od Budziszyna. Siedziba wspólnoty administracyjnej Bischofswerda. W 2013 r. miało 11 605 mieszkańców.

## Nazwa
Pierwsza wzmianka o miejscowości pochodzi z 1227 roku, kiedy to zapisano jej nazwę w formie Biscofiswerde. Nazwa była później notowana także w formach Bischopeswerde (1272), Bischoveswerde (1282), Bischofiswerde (1320), Bisschoffwerde (1411), Bisschoffwarten (1434), Bischwerde (1460), Bischwerdt (1530), Bischoffswerde (1538), Bischoffswerda (1671). Nazwa górnołużycka pojawiła się w źródłach pisanych pod koniec XVII wieku, po raz pierwszy w 1700 roku, kiedy odnotowano formę Biskopize. Późniejsze zapisy to: Bischkupiza (1761), Biskopicy (1843).
Nazwa miasta złożona jest z określnika Bischof i nazwy pospolitej -werd(a), a oznacza ‘osadę biskupią położoną nad wodą’. Pochodzi od średnio-wysoko-niemieckiego wyrazu pospolitego bischof, czyli ‘biskup’, i nawiązuje do faktu założenia miasta przez biskupów miśnieńskich. Rdzeń -werd(a) (staro-wysoko-niemieckie warid, werid, średnio-wysoko-niemieckie wert, -des, werder), czyli ‘wyspa, ostrów, półwysep, brzeg, wyniesiony kawałek lądu pośród mokradeł’, występuje z końcówką -a charakterystyczną dla nazw miejscowych regionu. Górnołużycka nazwa Biskopicy jest odpowiednikiem nazwy niemieckiej i składa się z nazwy pospolitej biskop (dawniej biskup) oraz przyrostka -icy.
W językach czeskim i polskim stosowana jest czasem forma Biskupice.
Lokalnie miasto funkcjonuje także pod nazwami obocznymi Schibbock, Schiebock, Schiebbock, pochodzącymi od dialektalnego Schiebbock ‘taczka’. Jest to nawiązanie do dawnych targów na miejskim rynku, podczas których pospolicie wykorzystywano te urządzenia.

## Historia

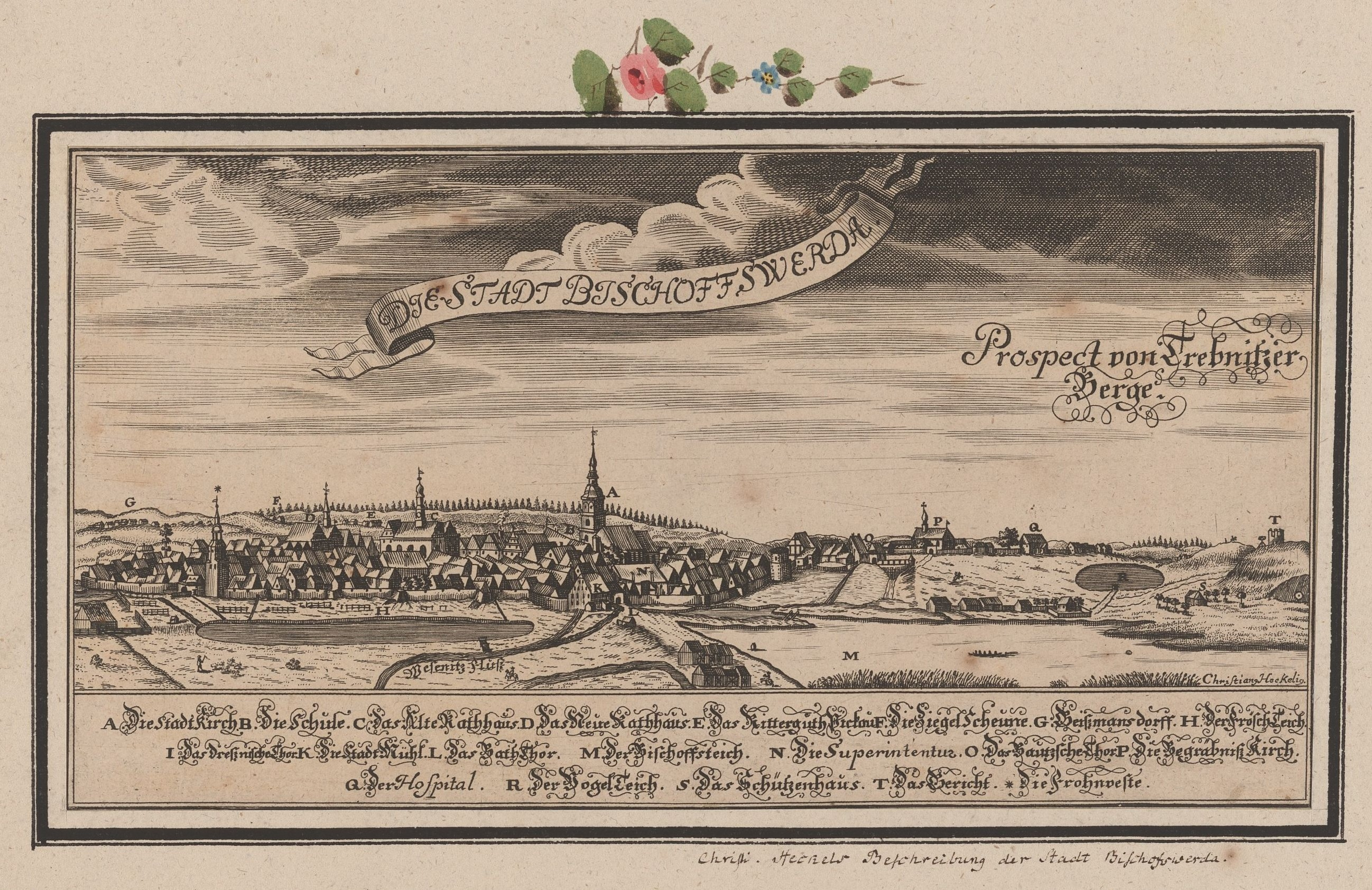
Bischofswerda w 1713 roku

Bischofswerda powstała w końcu XI wieku i swój początek zawdzięczają biskupowi Benonowi z Miśni i prowadzonej przez niego akcji misyjnej. Miastem Bischofswerda była już w 1227 r. W miejscowości zachowały się fragmenty średniowiecznych murów obronnych z basztami. W latach 1429, 1469, 1528 miasto ucierpiało z powodu pożarów. W 1559 Bischofswerda przeszła z rąk diecezji miśnieńskiej pod panowanie Elektoratu Saksonii. Tędy przebiegała jedna z tras przejazdów króla Augusta II Mocnego z Drezna do Warszawy. Pamiątką z tego okresu jest słup dystansowy poczty polsko-saskiej z herbami Polski i Saksonii oraz monogramem króla z 1724 roku. Od 1806 część Królestwa Saksonii. W 1813 r. wielki pożar, wywołany podczas bitwy wojsk rosyjsko-pruskich z Napoleonem, strawił niemal całe miasteczko wraz z jego cennymi archiwami. Obecna zabudowa pochodzi z XIX i XX wieku. W 1871 miasto znalazło się w granicach Niemiec. W kwietniu 1945 r. miasto zostało opanowane przez 2 Armię Wojska Polskiego. W latach 1949–1990 część NRD. Od 1990 w granicach odtworzonego Wolnego Kraju Saksonia Republiki Federalnej Niemiec.
Wśród bardziej interesujących budynków są kościół i ratusz zbudowane wg projektu Gottloba Friedricha Thormeyera.

## Dzielnice miasta
- Belmsdorf (górnołuż. Baldrijanecy)
- Bischofswerda (Biskopicy) z Pikau (Špikawy)
- Geißmannsdorf (Dźibrachćicy)
- Goldbach (Kadłobja)
- Großdrebnitz (Drjewnica) z Kleindrebnitz (Mała Drjewnica) oraz Neudrebnitz (Nowa Drjewnica)
- Schönbrunn (Šumborn) z Kynitzsch (Kinič) oraz Neu-Schönbrunn (Nowy Šumborn)
- Weickersdorf (Wukranćicy)

## Zabytki
- Słup poczty polsko-saskiej z 1724 roku
- Pomnik księcia warszawskiego i króla saskiego Fryderyka Augusta na Starym Rynku
- Ratusz
- Dom biskupi
- Kościół katolicki pw. św. Benona z lat 20. XX wieku
- Gmach poczty
- Dworzec kolejowy

## Gospodarka
W mieście rozwinął się przemysł szklarski, maszynowy oraz ceramiczny.

## Współpraca
Miejscowości partnerskie:
- Geislingen an der Steige, Badenia-Wirtembergia
- Gryfów Śląski, Polska
- Raspenava, Czechy

## Galeria

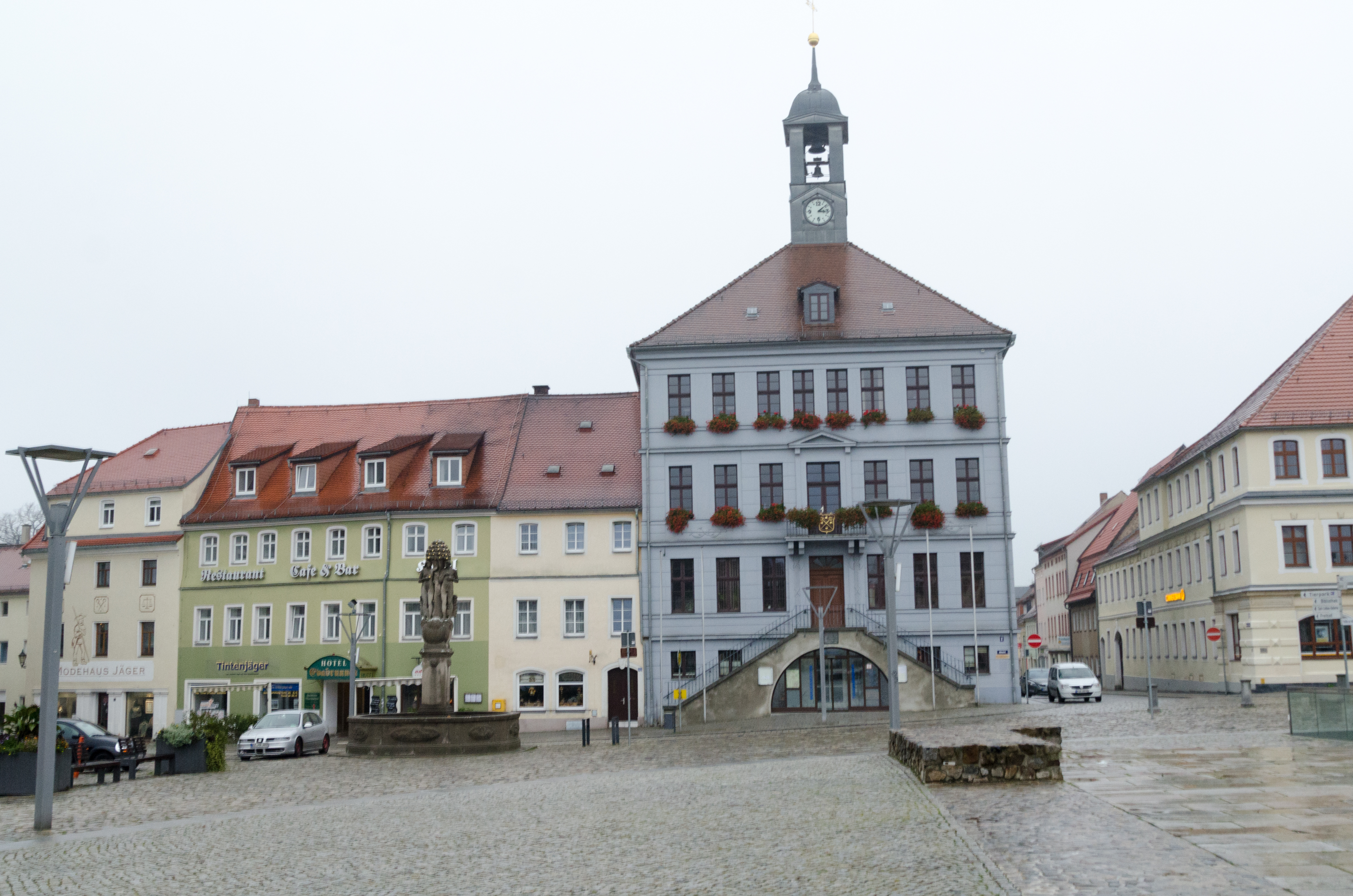
Stary Rynek z ratuszem
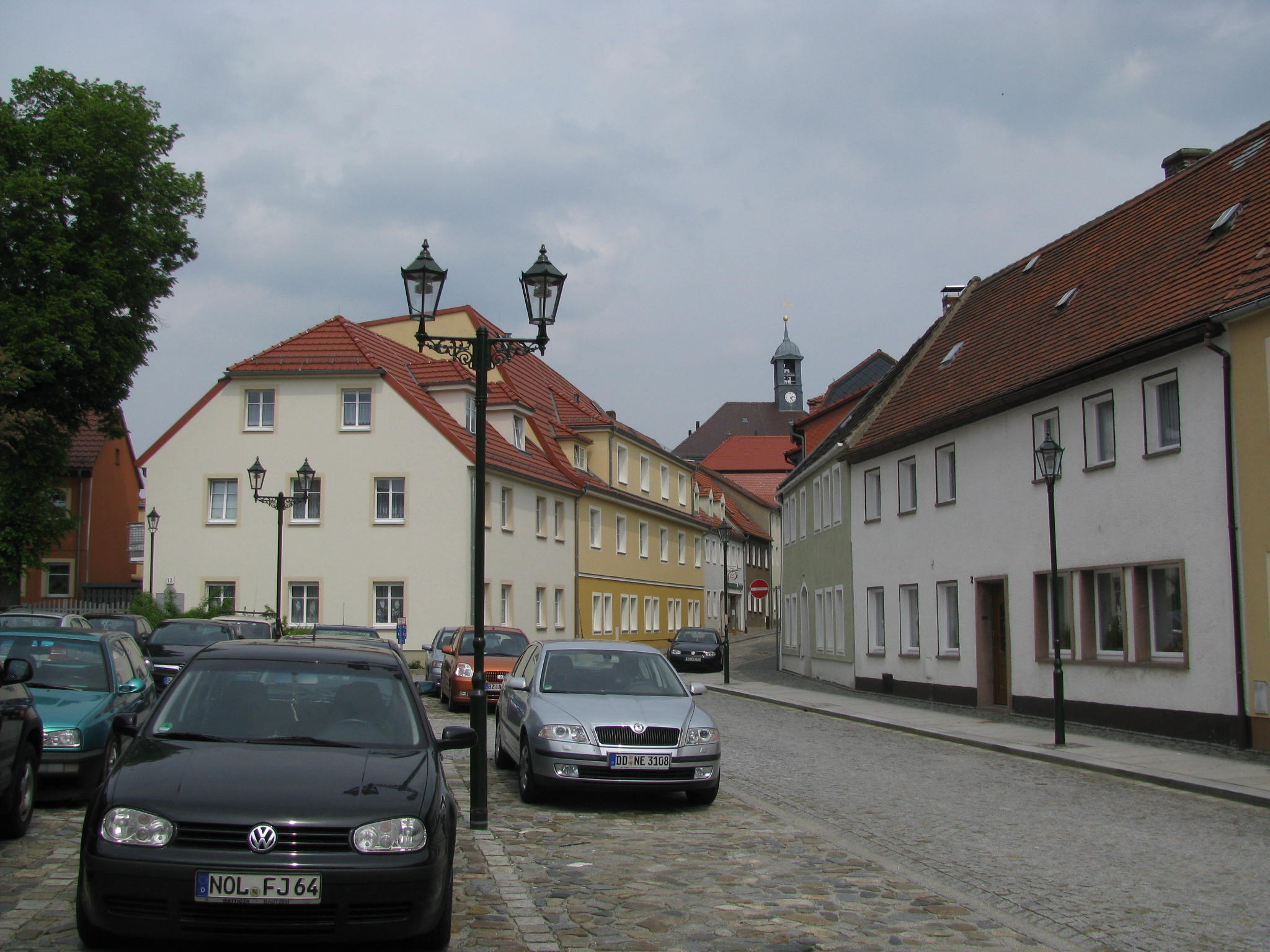
Nowy Rynek
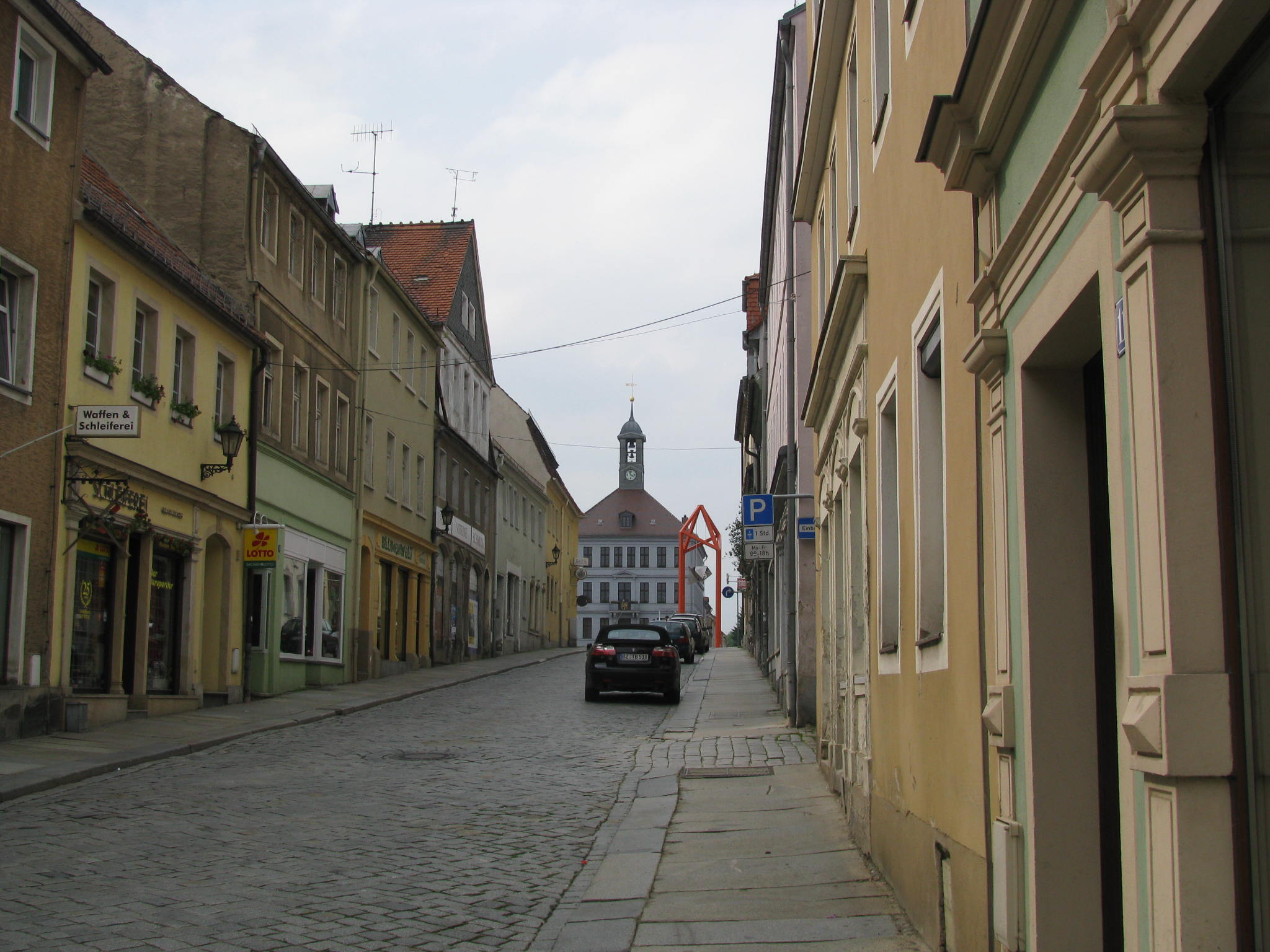
Ulica Dworcowa (Bahnhofstraße)
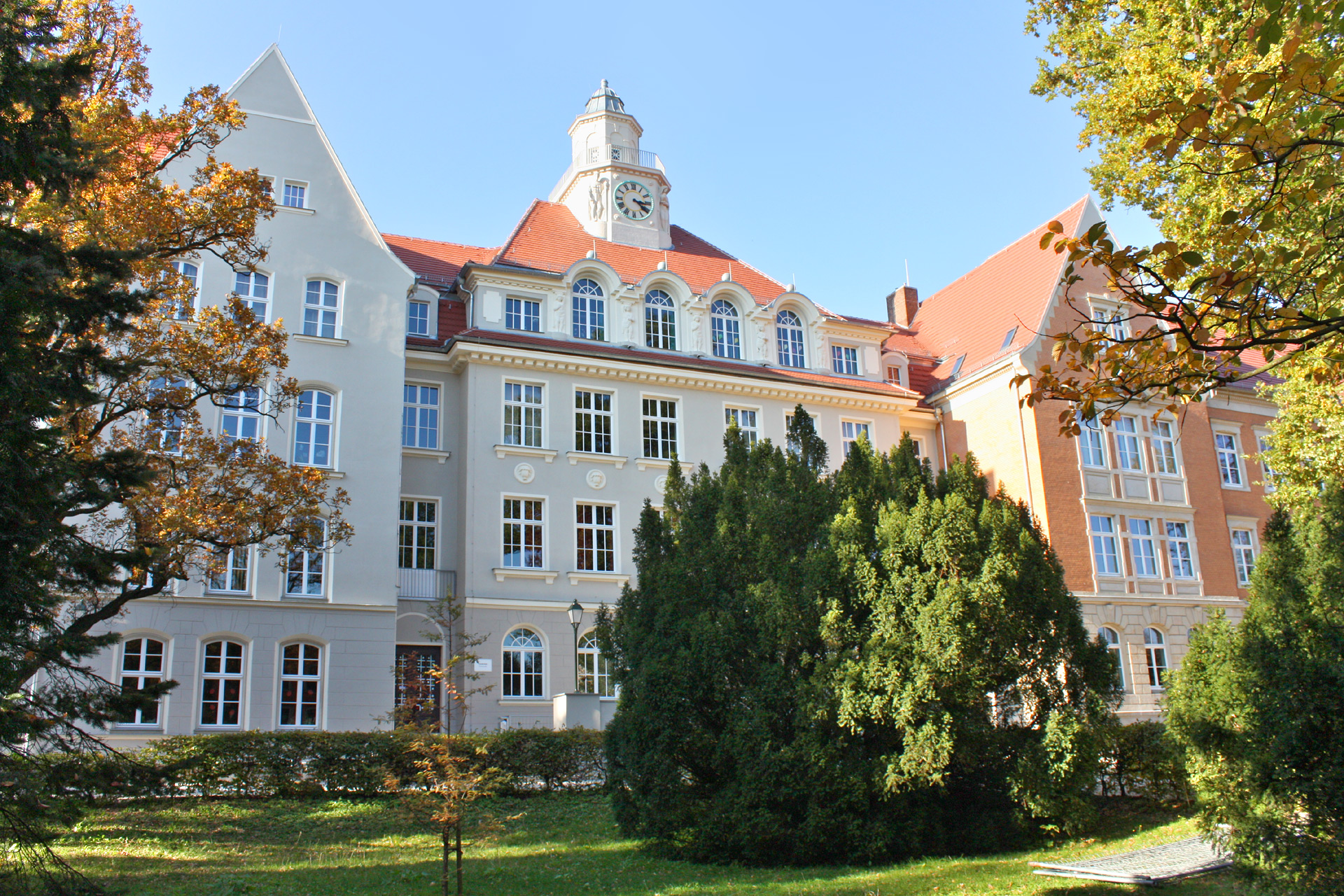
Szkoła
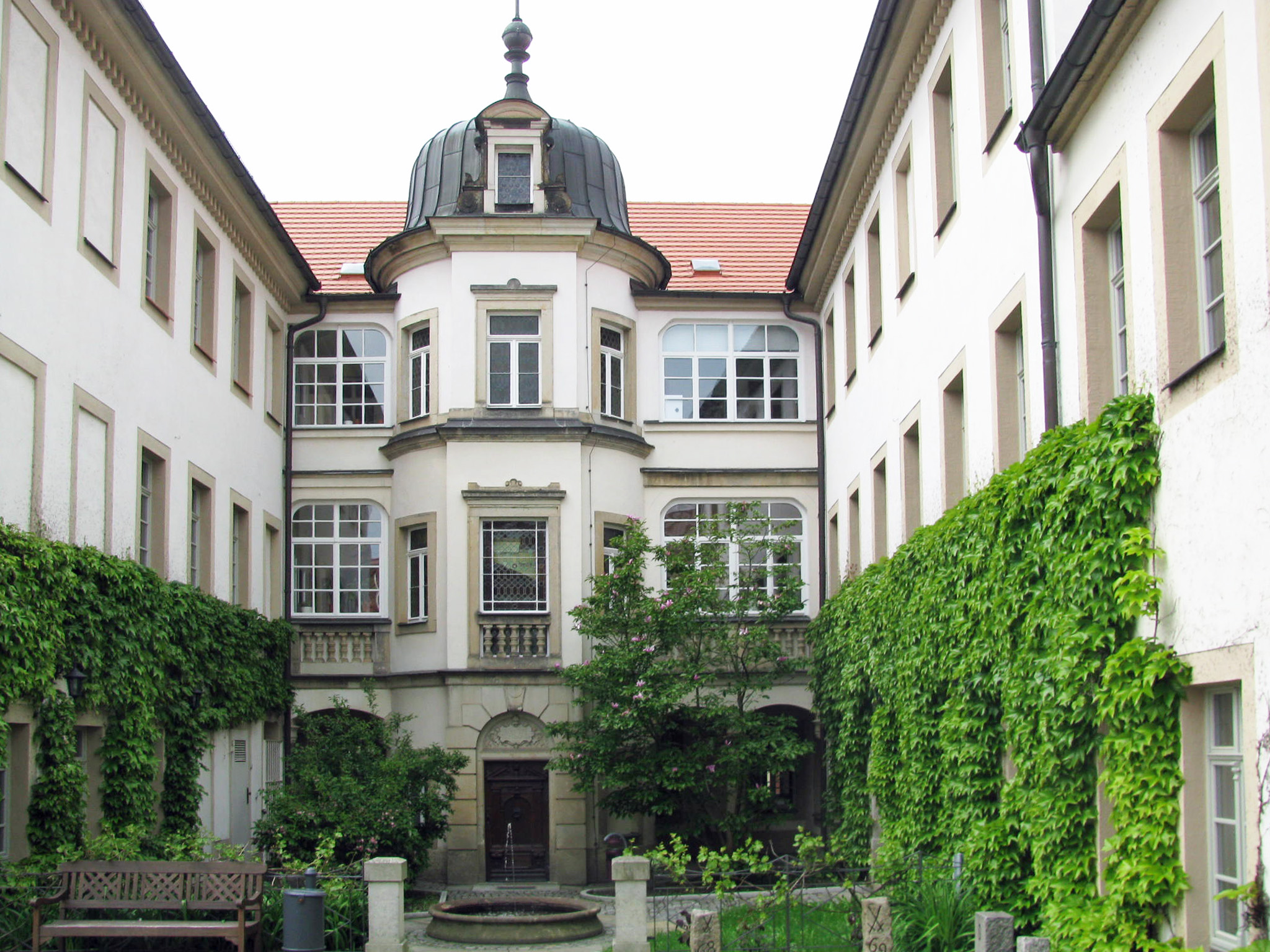
Dom biskupi
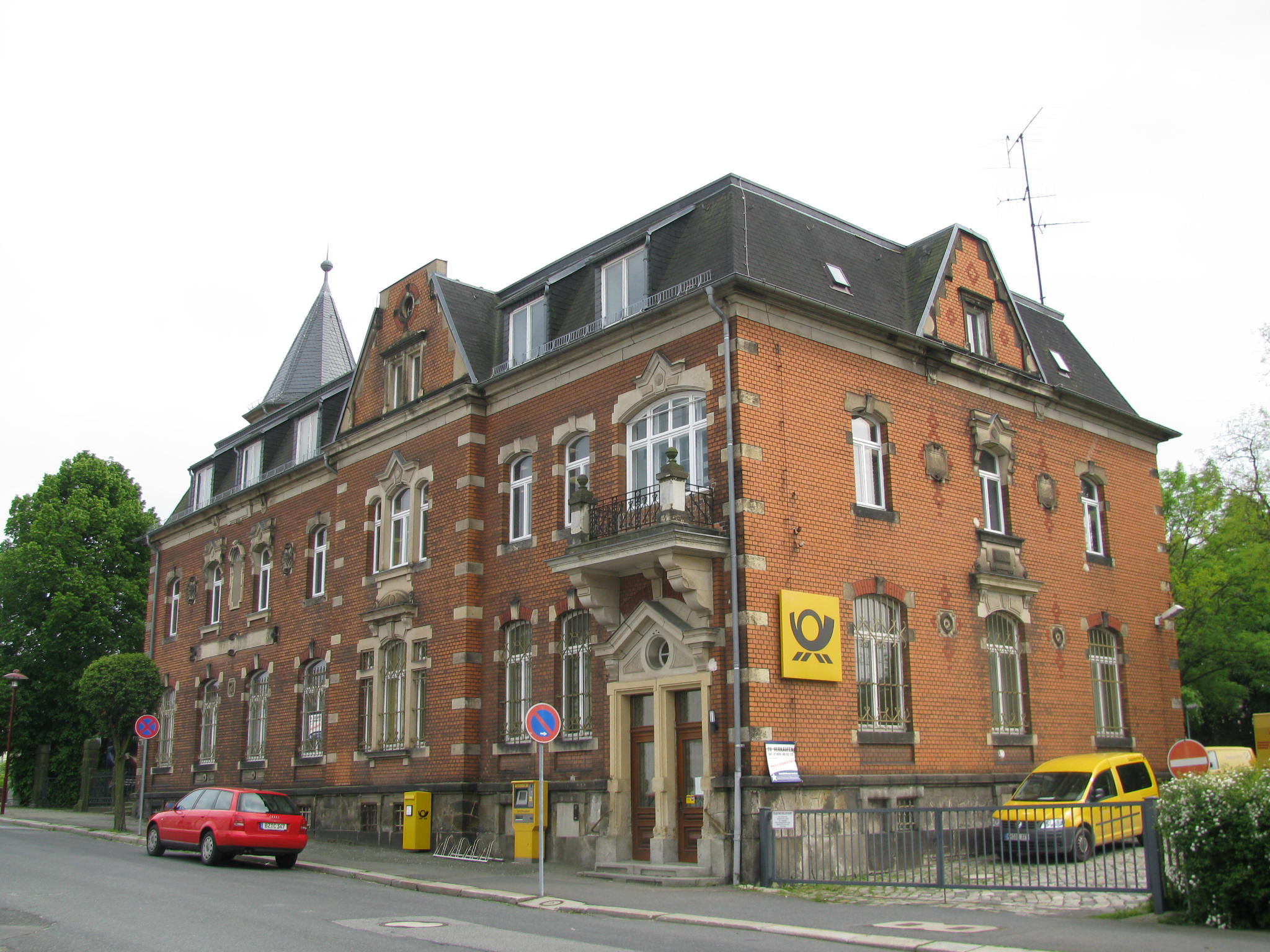
Gmach poczty
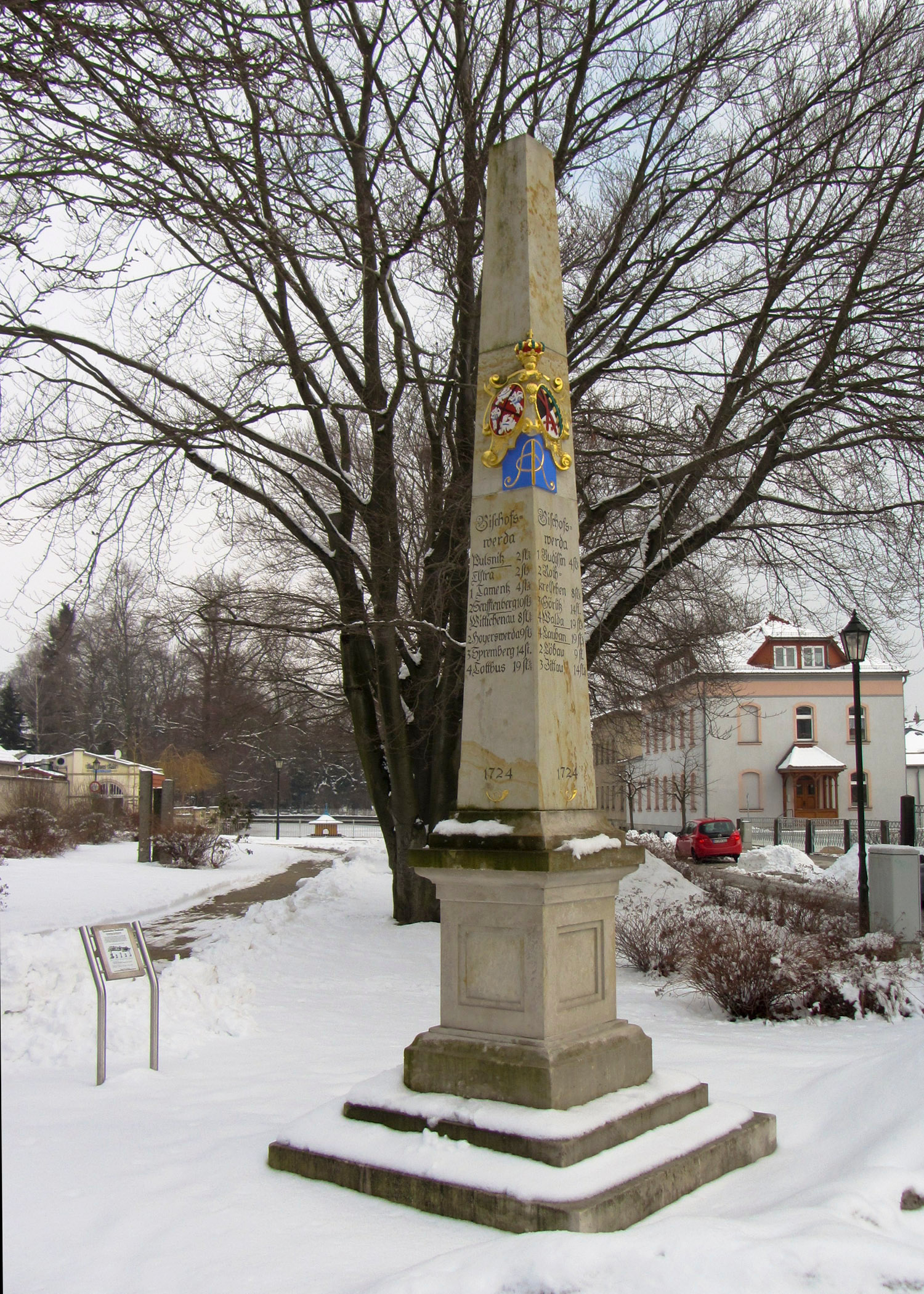
Słup dystansowy poczty polsko-saskiej
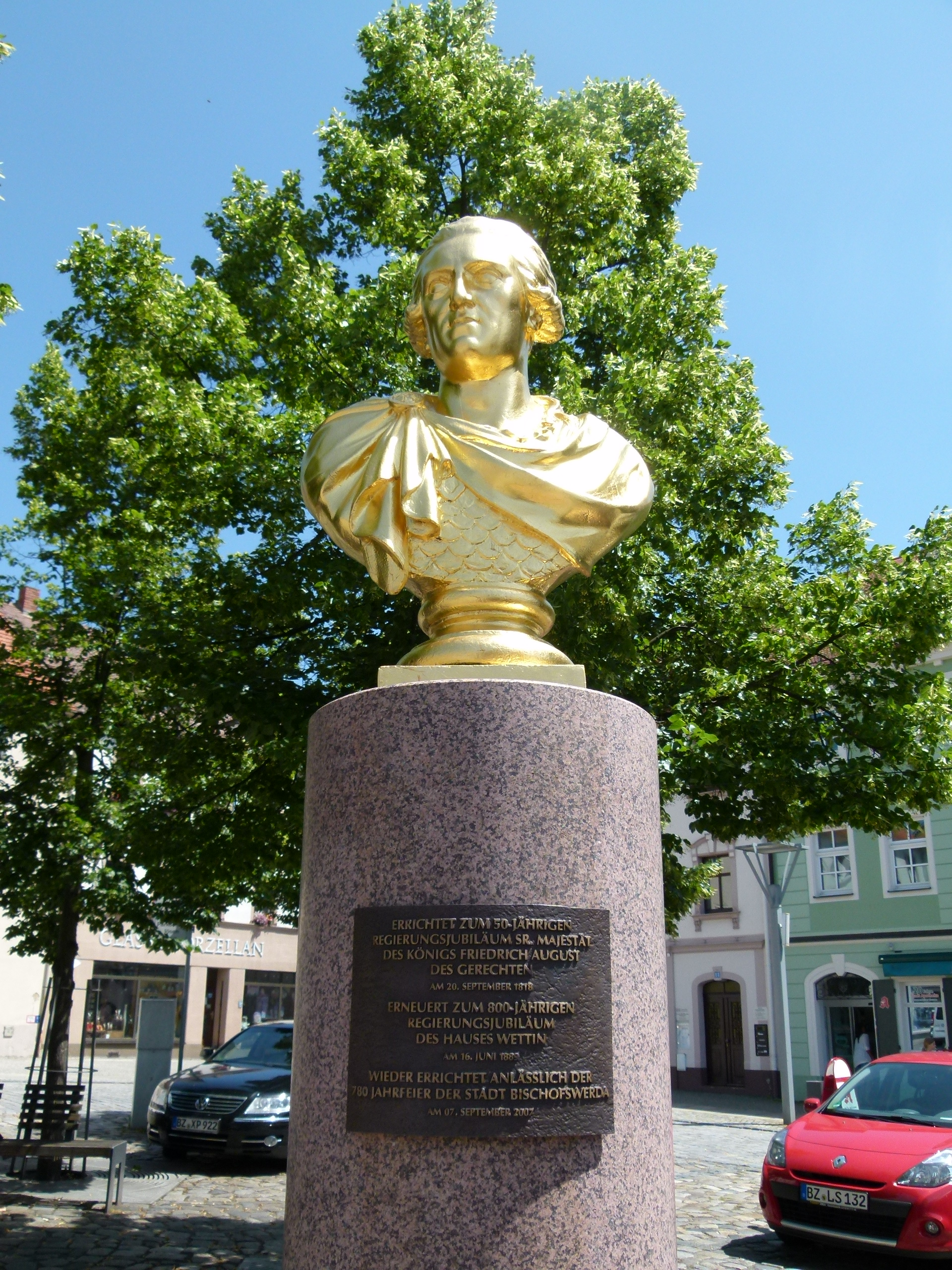
Pomnik Fryderyka Augusta
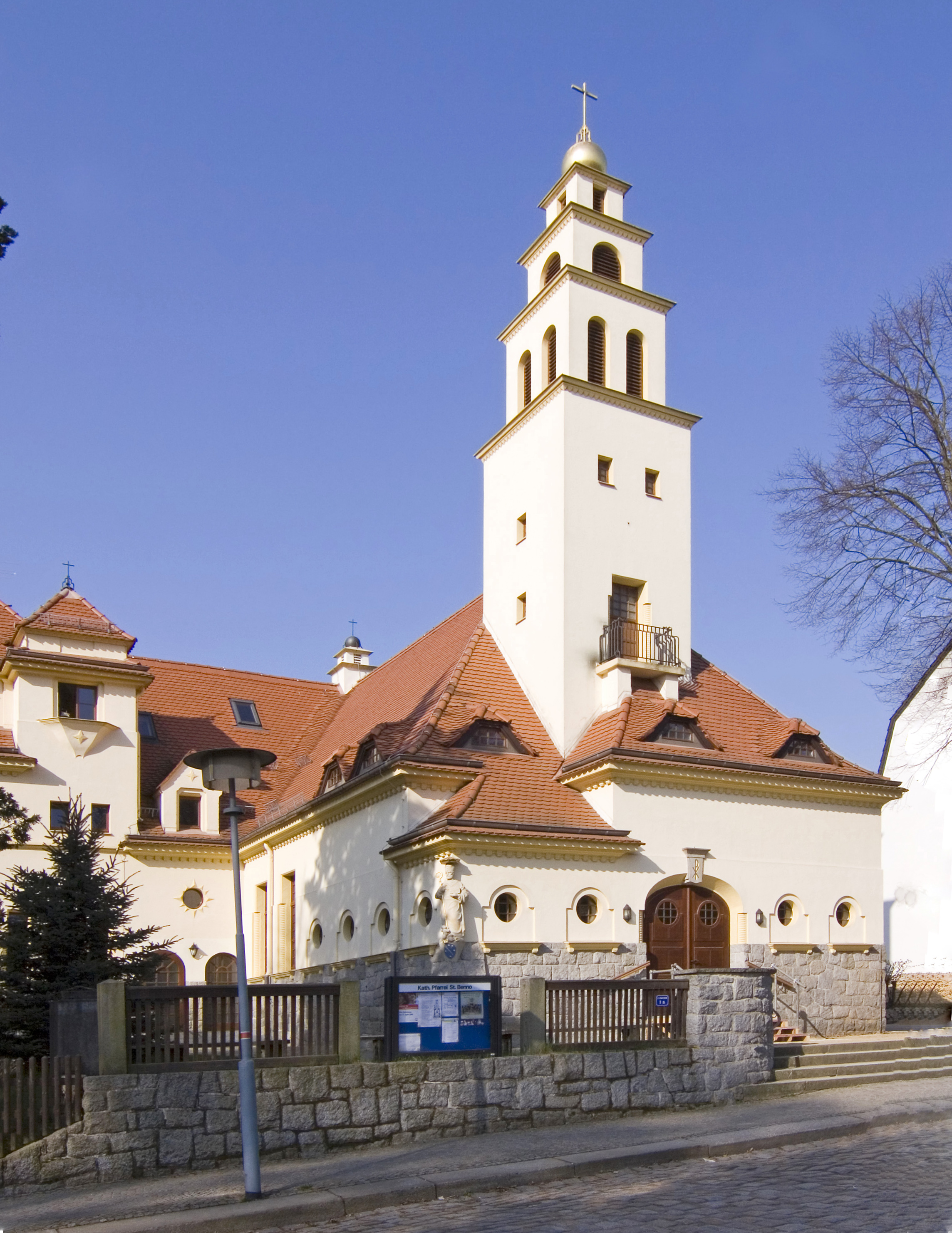
Kościół św. Benona
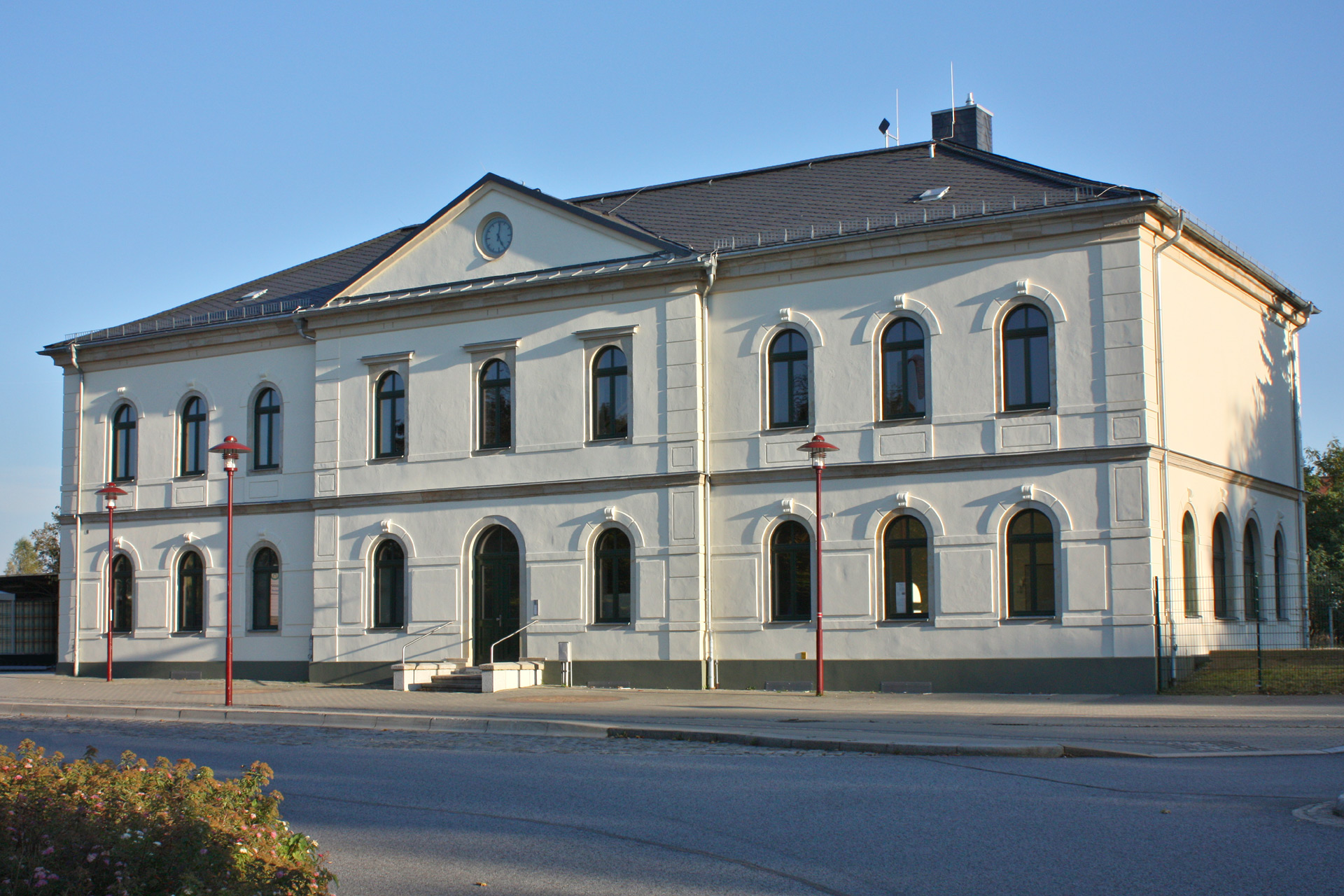
Dworzec kolejowy